# Albert Albert i Torrellas
Albert Albert i Torrellas (? - Barcelona, 8 de desembre de 1969) fou un escriptor i traductor català.
Va col·laborar en les revistes Fulles d'Art (1905) i Estil (1906) i el 1908 va publicar Del cor al cor. Poesies íntimes.
És conegut del Diccionari Pal·las castellà-català (1932) i el Diccionari català-castellà (1959). Va enriquir el Diccionario de la música ilustrado (1927), dirigit per Jaume Pahissa, i va convertir-lo en el Diccionario enciclopédico de la música (1947). Va escriure estudis diversos com Historia de la moneda (1943) i Historia de la música (1947), una biografia novel·lada de Franz Schubert (1949) i una altra del comte de Villamediana, Son mis amores (1944).
El 1908 va adaptar per a l'escena la narració Cor delator d'Edgar Allan Poe i va versionar El rei Lear de William Shakespeare, per a la “Biblioteca Popular dels Grans Mestres”. Al castellà va traduir, de l'anglès, les novel·les Rey en la tumba (1910) d'Anthony Hope i ¿Culpable? (1911) de William Le Queux, a més de diversos títols de superació personal d'E. W. Stevens, i, del francès, Minnie (1910) d'André Lichtenberger.

## Producció literària
Novel·les
- 1910. Minnie, novel·la original d'André Lichtenberger.
- 1911. ¿Culpable?, original de William Le Queux
- 1944. Como las hojas... Lola Montes, la amada del rey poeta.
- 1954. Son mis amores (La vida novelesca del Conde de Villamediana).

Teatre
- 1908. Cor delator, monòleg, original d'Edgar Allan Poe.
- 1908. El rei Lear, original de William Shakespeare.
- 1917. Bufón y hostelero, opereta en dos actes, dividida en quatre quadres. Música d'Eduard Granados, al teatre Victòria de Barcelona.

Assaigs
- 1943. Historia de la moneda.
- 1944. Recetario práctico del hogar.
- 1946. Nomenclator de química, droguería y farmacia.
- 1947. Historia de la música. Volum 11.
- 1957. El poder y la clave de la sangre fría (Facultad de conservas: la entereza, la firmeza, la voluntad), original d'E. W. Stevens.

Diccionaris
- 1932. Diccionario Pal·las Castellano-Catalán.
- 1952. Diccionario enciclopédico de la música Volum IV.
- 1959. Diccionari català-castellà.

Biografies
- 1944. Una vez era un príncipe (Ventura y desventura de Manuel Godoy y Pepita Tudó.
- 1946. Lord Byron.
- 1949. Franz Schubert